# Olivo de Vigo

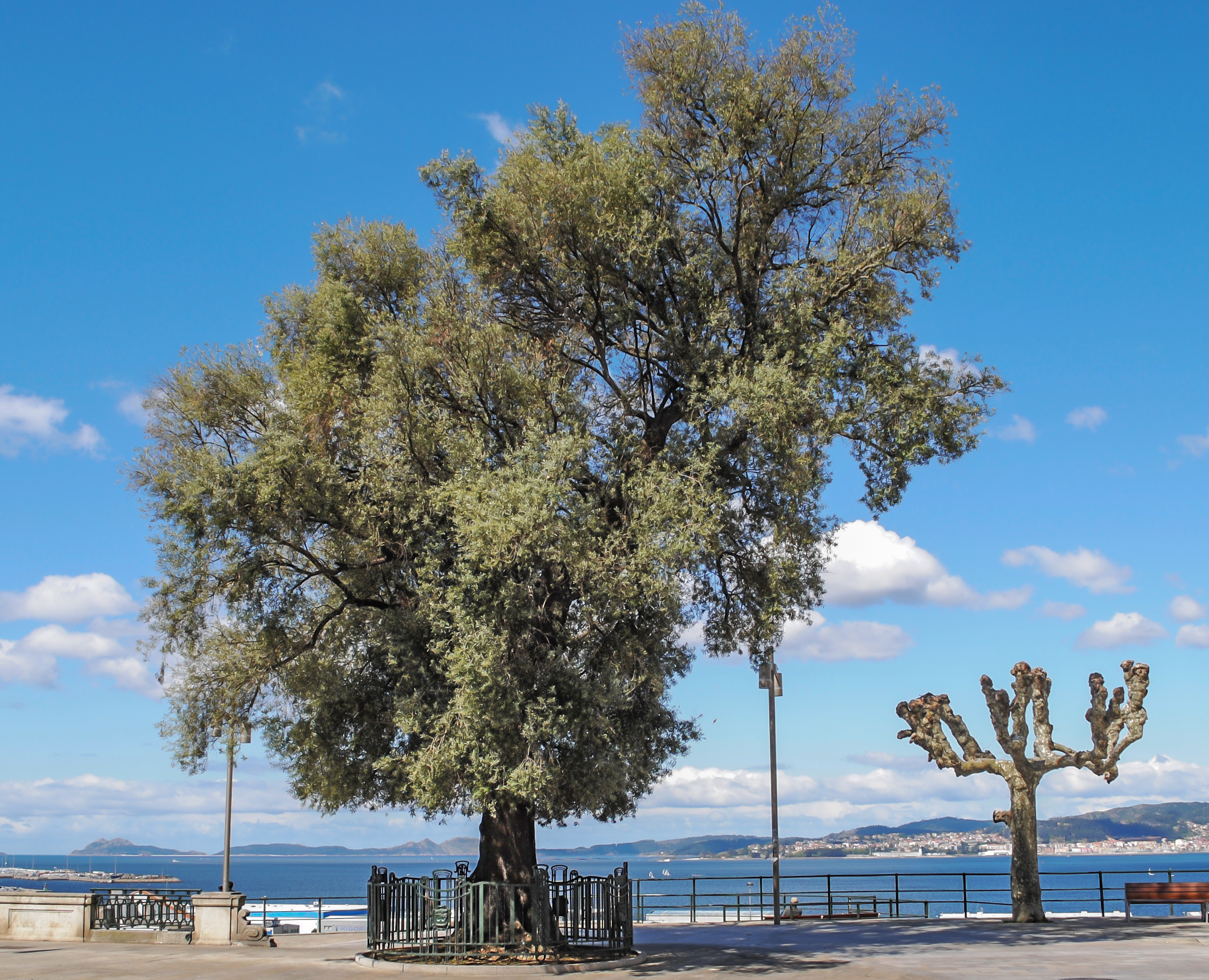
El viejo olivo en el Paseo de Alfonso XII, símbolo de la ciudad.

El olivo de Vigo es un árbol de la especie Olea europaea que se encuentra situado en el Paseo de Alfonso XII, en el centro de la ciudad de Vigo. La ciudad es conocida con el sobrenombre de «Ciudad de la oliva», y hoy en día se conoce como “Ciudad olívica” debido al monumental olivo que se encontraba en el atrio da Colegiata de Santa María de Vigo. Este árbol, símbolo de la ciudad, figura en el Escudo de Vigo. El olivo ronda los 200 años.

## Historia
Se sabe que en el sur de Galicia, como aún sigue ocurriendo en el norte de Portugal, existían olivos para la producción de aceite. Los Reyes Católicos dieron la orden de cortar todos estos árboles para favorecer la producción en otras regiones de sus reinos más favorables para su producción que en el Reino de Galicia.
Además de los olivos aceiteros, existía en Galicia, así como en otras zonas atlánticas como Asturias, Irlanda o Inglaterra, la costumbre de plantar en el átrio de las iglesias un árbol de hoja perenne como señal de vida eterna.
Siguiendo esta tradición, en el atrio de la Colegiata de Santa María de Vigo hubo desde muy antiguo un gran olivo que plantaran los caballeros monjes templarios que se encargaban de regir la feligresía en el siglo XII. Este árbol desapareció cuando se construyó el templo actual en 1816.
Manuel Ángel Pereyra, el administrador de la Aduana de Vigo de la época e hijo político del alcalde Cayetano Parada y Pérez de Limia, cogió una rama del árbol y la plantó en el huerto de su vivienda, cercana a la Puerta del Sol. Con el crecimiento de la ciudad, el árbol fue trasplantado al Paseo de Afonso XII, donde se encuentra hoy en día protegida con una verja de hierro y en donde se encuentra una placa de bronce acreditando al promesa que ante el árbol hicieron los vigueses de «AMOR, DE SU LEALTAD Y DE SU ABNEGACIÓN POR LA CIUDAD AMADA.», en agosto de 1932.

DENTRO DE ESTA VERJA, OFRENDA DE LOS VIGUESES A SU ARBOL SIMBÓLICO, QUEDA HOY DEPOSITADA POR ELLOS LA PROMESA FIRME DE SU AMOR, DE SU LEALTAD Y DE SU ABNEGACIÓN POR LA CIUDAD AMADA. 14-AGOSTO-1932.

En el año 2010 se le puso una cinta elástica con doce sensores conectados a un ordenador para hacer un diagnóstico de la edad y del estado sanitario. Las pruebas verificaron que en 2010 tenía unos 193 años de edad y que gozaba de buen estado sanitario.
En octubre de 2016, el Ayuntamiento de Vigo plantó nuevamente un olivo bicentenario al lado de la colegiata de Santa María, en el mismo lugar en donde estuvo originalmente el que dio nombre a la ciudad.